# Тровоада, Патрис
Патрис Эмери Тровоада (порт. Patrice Emery Trovoada; род. 18 марта 1962, Либревиль) — политический деятель Сан-Томе и Принсипи, премьер-министр в 2008, 2010—2012, 2014—2018 и 2022—2025 годах, генеральный секретарь партии Независимое демократическое действие.

## Биография
Родился в Либревиле (Габон), сын Мигела Тровоады, президента Сан-Томе и Принсипи в 1991—2001 годах, получил имя в честь первого премьер-министра Демократической Республики Конго Патриса Лумумбы. В сентябре 2001 — феврале 2002 работал министром иностранных дел Сан-Томе и Принсипи, впоследствии — советником по нефти президента Фрадике де Менезеша, в 2005 отправлен президентом в отставку по обвинению в злоупотреблении служебным положением в интересах бизнеса.
Участвовал в президентских выборах 2006 года, набрал 38,8 % голосов, уступив Фрадике де Менезешу. 14 февраля 2008 года был назначен премьер-министром, однако продержался на этой должности лишь 4 месяца. После объявления Национальной Ассамблеей вотума недоверия правительству П.Тровоады 20 мая 2008 года, 22 июня ушёл в отставку.
14 августа 2010 года вновь возглавил правительство Сан-Томе и Принсипи. Является генеральным секретарём партии Независимое демократическое действие. Однако через два с половиной года, в декабре 2012 года, парламент страны вынес вотум недоверия правительству, и оно ушло в отставку.
В третий раз занял пост премьер-министра в 2014 году после победы партии Независимое демократическое действие на выборах 2014 года. Через четыре года, после выборов он уступил место главы правительства страны. Однако осенью 2022 году его партия вновь выиграла выборы и Тровоада в четвёртый раз возглавил правительство страны.
6 января 2025 года президент Карлуш Вила-Нова отправил в отставку Тровоаду и его правительство, сославшись на длительное отсутствие Тровоады и неспособность его правительства решить многочисленные проблемы. Тровоада назвал своё увольнение «незаконным» и «неконституционным».